# 趣睡科技
成都趣睡科技股份有限公司（深交所：301336，简称：趣睡科技），总部位于中华人民共和国四川省成都高新技术产业开发区，成立于2014年10月22日，是主营智能床具等，橫跨家居产品研发、设计、生产与销售的企业，产品线包含床垫、枕头、沙发、被套、茶几等。
该公司是“小米生态链”企业之一，收入七成来自于小米集团相关平台的产品销售，床垫、枕头产品销售收入则分别占公司总收入约四成半和两成半。小米关联实体及小米创始人雷军的顺为资本在公司内有持股。2021年7月16日，深圳证券交易所创业板上市审核委员会通过了趣睡科技申请挂牌创业板的申请。2022年8月12日，该公司正式于深交所创业板上市交易。